# Дзюба, Виктор Викторович
Ви́ктор Ви́кторович Дзю́ба (р. 1977) — политический и государственный деятель, депутат Государственной Думы Федерального Собрания РФ VII и VIII созывов. Член фракции «Единая Россия», член комитета Госдумы по промышленности и торговле. Из-за вторжения России на Украину, находится под международными санкциями Евросоюза, США, Великобритании и ряда других стран.

## Биография
Родился 10 августа 1977 года в Туле. В 1999 году окончил Тульский государственный педагогический университет имени Л. Н. Толстого по специальности «Учитель технологии и предпринимательства, учитель экономики». В 2013 году получил второе высшее образование, окончив Автономную некоммерческую организацию высшего образования «Восточно-Европейский институт экономики, управления и права» по специальности «Менеджмент организации», организация ликвидирована в 2018 году.
В 2000 году основал ООО производственное предприятие «Мехмаш» (г. Тула; специализация — производство нефтегазового оборудования). До 2016 г. являлся его генеральным директором. В апреле 2016 г. стал советником директора «Мехмаша».
14 марта 2010 года был избран депутатом Тульской городской Думы IV созыва по пятому округу «Тула — Мясновская». На протяжении срока своих полномочий являлся заместителем председателя постоянной комиссии по местному самоуправлению, регламенту и межпартийному взаимодействию. В 2014 году повторно избран депутатом Тульской городскую Думы V созыва. В городской думе являлся заместителем председателя комиссии по инвестиционной политике, строительству и развитию предпринимательства.
По инициативе Виктора Дзюбы с 2014 года в Туле ежегодного проводится всероссийский турнир по дзюдо на призы Губернатора Тульской области. В апреле 2015 года Виктор Дзюба избран президентом Тульской региональной общественной организации «Федерация дзюдо». В 2016 году руководство Федерации дзюдо России доверило лично Виктору Дзюбе как президенту ТРОО «Федерация дзюдо» проведение весной 2017 году Кубка Европы по дзюдо. В 2017 году в Туле был проведён турнир посвященный памяти юных Героев Отечества и сотрудников Следственного комитета России, погибших при исполнении служебного долга. Открыл соревнования председатель СК РФ Александр Бастрыкин. Также в открытии турнира принимали участие губернатор Тульской области Алексей Дюмин, президент Общероссийской общественной организации «Федерация дзюдо России» Василий Анисимов, президент Тульской региональной общественной организации «Федерация дзюдо» Виктор Дзюба.
18 сентября 2016 года был избран депутатом Государственной Думы VII созыва по 183-му Тульскому одномандатному округу. С декабря 2017 года Член Президиума Генерального совета партии «Единая Россия». С декабря 2017 года — руководитель Межрегионального координационного совета партии «Единая Россия» по Центральному федеральному округу.
19 сентября 2021 года был избран депутатом Государственной Думы VIII созыва по 183-Тульскому одномандатному округу.

## Законотворческая деятельность
С 2016 по 2019 год, в течение исполнения полномочий депутата Государственной Думы VII созыва, выступил соавтором 22 законодательных инициатив и поправок к проектам федеральных законов.

## Награды и благодарности
- Почетная Грамота Президента Федерации дзюдо России С.И. Соловейчика за личный вклад в реализацию образовательного проекта "Мой первый пояс дзюдо" и популяризацию дзюдо в России (2022)
- Благодарность Президента Федерации дзюдо России С.И. Соловейчика за сотрудничество в решении возложенных на Федерацию дзюдо России задач (2022)
- Медаль Тульской епархии Русской Православной Церкви "Собора Тульских святых II степени"  за финансирование строительства воскресной школы и реконструкцию храма Александра Свирского г. Тула (2020)[источник не указан 1883 дня];
- Благодарность Председателя Государственной Думы ФС РФ  В.В. Володина за вклад в законотворческую деятельность и развитие парламентаризма в Российской Федерации (2019)[источник не указан 1883 дня];
- Благодарственное Письмо Президента Российской Федерации В.В. Путина (2018)[источник не указан 1883 дня];
- Почетная Грамота Председателя Следственного комитета Российской Федерации А.И.Бастрыкина за содействие в решении возложенных на Следственный комитет Российской Федерации задач (2018)[источник не указан 1883 дня];
- Благодарность Губернатора Тульской области А.Г. Дюмина за активную общественную и иную деятельность, направленную на социально-экономическое развитие Тульской области (2018)[источник не указан 1883 дня];
- Медаль Тульской епархии Русской Православной Церкви "Собора Тульских святых III степени" за активное участие в строительстве и благоукрашении Свято-Казанского храма г. Тулы (2018)[источник не указан 1883 дня];
- Благодарность Губернатора Тульской области А.Г. Дюмина (2017)[источник не указан 1883 дня];
- Почетный знак администрации г. Тулы «Тульский меценат II степени» за большую организаторскую работу и финансовую помощь городу-герою Туле (2016)[источник не указан 1883 дня];
- Благодарность Губернатора Тульской области за многолетнюю добросовестную работу и достигнутые трудовые успехи (2015)[источник не указан 1883 дня];
- Благодарность Митрополита Тульского и Ефремовского Алексия за жертвование и планомерное участие в деле строительства храма в честь Казанской иконы Божией Матери (2015 г.)[источник не указан 1883 дня];
- Грамота управляющего Белевской епархией преосвященнейшего Серафима, епископа Белевского и Алексинского, в благословение за усердные труды на благополучие Белевской епархии (2015)[источник не указан 1883 дня];
- Благодарственные письма от президента Международного фонда дзюдо А. Р. Ротенберга и президента Федерации дзюдо России В. В. Анисимова за активный вклад в развитие спорта в регионе (2015)[источник не указан 1883 дня]